# Julian Chagrin

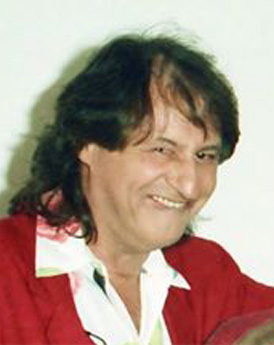
Julian Chagrin (1991)

Julian Chagrin (* 22. Februar 1940 in London, England) ist ein britisch-israelischer Komödienschauspieler, Autor und Filmregisseur, der 1975 mit seinem Kurzfilm The Concert und 1977 mit seiner Kurzfilmkomödie The Morning Spider für einen Oscar nominiert war.

## Biografie
Chagrins Vater war der Komponist und Dirigent Francis Chagrin, der als Sohn jüdischer Eltern in Rumänien geboren wurde, Chagrins Mutter war Irin. Im Alter von sechs Jahren kam Chagrin auf ein Internat in der Nähe von Rugby. Von dort lief er nach kurzer Zeit weg, wie er es formulierte. Er besuchte sodann das St. Marylebone Gymnasium, wo er nach eigener Aussage eher selten anzutreffen war, da er sich lieber Cartoons ansah. Die Auswirkungen dieser Zeit seien noch heute in seinen Comedy-Skizzen und seinen Schreibereien stark sichtbar. Ab seinem 16. Lebensjahr besuchte Chagrin für 1½ Jahre die London Academy of Music and Dramatic Art (LAMDA) und wurde im Alter von 17½ zu dem Komiker und Schauspieler Vic Oliver geschickt, wo nach seinem eigenen Dafürhalten seine Ausbildung dann wirklich begann. Tourneen führten ihn durch England, Südafrika und Irland, wo er gelernt habe, dass es weitaus besser sei, ein Komiker zu sein als ein heterosexueller Mann. Im Alter von 18½ Jahren arbeitete er im Irving Strip Club am Leicester Square als Vorhangzieher und Junior-Komödiant. Mit 19 Jahren trat Chagrin als Requisiteur der Produktionsfirma Fol-de-Rols bei, der letzten großen britischen Küstenreisefirma, wo er auch kleinere komödiantische Rollen spielte.
Im Jahr 1959 zog es Chagrin nach Paris, wo er als Clown im Cirque Medrano arbeiten wollte, was aber misslang. Stattdessen studierte er drei Jahre lang Pantomime bei Jacques Lecoq. Nach seiner Rückkehr nach England spielte er in Chaganog, einer Comedy-Show, die 1964 der Höhepunkt des Edinburgh Festivals war und mit der er dann durch Großbritannien tourte und zweimal im West End eröffnete.
Bekannt ist Chagrin auch für sein bizarres pantomimisch dargestelltes Tennismatch in Michelangelo Antonionis Filmklassiker Blow Up, das ihm, nach eigener Aussage, viele Türen geöffnet habe. Er trat danach in vielen britischen Fernseh-Comedy-Shows auf und war in etlichen Werbespots zu sehen, darunter „R. White’s Lemonade“, einem Werbespot, der einen Rekord mit 17 Jahren Laufzeit aufstellte und zum zweitbeliebtesten britischen TV-Werbespot aller Zeiten gewählt wurde. In der Filmkomödie Hausfreunde sind auch Menschen von 1968 spielte Chagrin einen Börsenmakler, in dem 1969 erschienenen Historienfilm Alfred der Große – Bezwinger der Wikinger war er als Ivar besetzt. In dem Musicalfilm Alice im Wunderland (1972) war Chagrin als Eidechse Bill besetzt, Spike Milligan als Greif und Peter Sellers als Märzhase. Mit Sellers und Milligan traf Chagrin in der biografischen Komödie The Great McGonagall von 1975 erneut zusammen.
Zusammen mit seiner damaligen Frau Claude drehte Julian Chagrin Mitte der siebziger Jahre drei kurze Stummfilmkomödien, von denen zwei jeweils für einen Oscar nominiert wurden und einer den Goldenen Bären bei den Berliner Filmfestspielen und ein weiterer den ersten Preis beim Cork Film Festival erringen konnte. Für den oscarnominierten Kurzfilm The Concert (1974) schrieb Chagrin das Drehbuch, trat als einer der Produzenten auf und spielte die Hauptrolle eines Solomusikers, der auf einem Zebrastreifen durch Umherhüpfen Musik erzeugt. Seine damalige Frau Claude führte Regie, wirkte am Drehbuch mit und war auch im Produzententeam. Der Film wurde zudem mit dem Goldenen Bären ausgezeichnet und vom Nationalen Bildungsfilmfestival mit dem ersten Preis bedacht sowie von der IFPA als „Bester Film“ des Jahres in den USA ausgezeichnet. Er war auch der Gewinner in der Kategorie „Bester Film“ beim Music- und Tanzfilmfestival von Besançon. Bei der oscarnominierten Kurzfilmkomödie The Morning Spider (1976) war die Zuständigkeit analog der des Films The Concert. Der Film zeigt eine Spinne, die darauf hofft, dass sich in ihrem Netz andere Insekten verfangen. Der Film erhielt den ersten Preis beim Cork Film Festival und wurde als bester Film beim Edinburgh Film Festival ausgezeichnet.
Für seine zehnteilig von ihm inszenierte Nacht-Comedyshow Das verrückte Orchester (The Orchestra), für die er die Texte schrieb und auch als Hauptdarsteller auftrat, wurde Chagrin 1985 mit der Goldenen Rose von Montreux ausgezeichnet. Im Jahr 2000 trat der Künstler in Japan, China und Korea auf und 2003 in einer Show am Broadway sowie 2005 in Singapur und Bangkok.
Mit seiner Frau Claude und drei Kindern zog Chagrin 1976 nach Israel. Mit Messibat Gan im Fernseh-Kinderprogramm, wo er einen fünfjährigen Jungen spielte, wurde Chagrin dort alsbald bekannt. Nachdem seine Ehe zerbrochen war, heiratete er Rolanda, eine Schauspielerin und Komikerin, mit der er viel zusammenarbeitet. Das Paar lebt in En Hod, einem Künstlerdorf in der Nähe des Meeres.

## Filmografie (Auswahl)
– als Schauspieler, wenn nicht anders angegeben –
- 1960: La belle équipe (kurze Fernsehserie, Folgen La loterie nationale und Kidnapping)
- 1966: Zodiac (Fernsehserie, 3 Folgen, bei Good Heavens Autor)
- 1966: Blow Up (Blowup)
- 1967: Ratten im Secret Service (Danger Route)
- 1968: Mit Schirm, Charme und Melone (The Avengers / The New Avengers; Fernsehserie, Folge Look (Stop Me If You’ve Head This One) But There Were These Two Fellers)
- 1968: Hausfreunde sind auch Menschen (The Bliss of Mrs. Blossom)
- 1969: Brian Rix Presents (Fernsehserie, Folge Sitting Ducks)
- 1969: Alfred der Große – Bezwinger der Wikinger (Alfred the Great)
- 1970: Here Come the Double Deckers! (Fernsehserie, Folge Barney)
- 1972: The Marty Feldman Comedy Machine (Fernsehserie, Folge 1.13)
- 1972: Alice im Wunderland (Alice’s Adventures in Wonderland)
- 1974: The Concert (Kurzfilm, auch Autor + Produzent)
- 1975: The Christmas Tree (Kurzfilm, auch Produzent)
- 1975: The Grat McGonagall
- 1976: The Morning Spider (Kurzfilm, auch Produzent)
- 1985–1987: Das verrückte Orchester (The Orchestra) (Fernsehserie, 9 Folgen, auch Autor, Regisseur + Produzent)
- 1987: Rumpelstilzchen (Rumpelstiltskin)
- 1987: Schneewittchen (Snow White)
- 1987: Rotkäppchen (Red Riding Hood) (+ Soundtrack Green in the Blue)
- 1987: Des Kaisers neue Kleider (The Emperor’s New Clothes) (+ Soundtrack Red or Blue)
- 1987: Dornröschen (Sleeping Beauty)
- 1998: Last Waltz in New York (Kurzfilm; auch Sound)
- 2013: Santiago Is Santiago (Dokumentar-Kurzfilm, nur Autor)
- 2016: Sibir (Kurzfilm)

## Auszeichnungen
- Oscarverleihung 1975[2]
  - Oscarnominierung zusammen mit Claude Chagrin mit und für den Kurzfilm The Concert in der Kategorie „Bester Kurzfilm“. Der Oscar ging jedoch an Paul Claudon und Edmond Séchan und ihren Film …les borgnes sont Rois, der das Schicksal eines Mannes aufgreift, der im Herzen seiner Mutter nicht den ersten Platz einnimmt, den sie ihrem Hund zugesteht.
- 1974 weitere Auszeichnungen für The Concert:
  - Goldener Bär, erster Preis in der Kategorie „Bester Kurzfilm“
  - Erster Preis, Nationales Bildungsfilmfestival, USA
  - „Bester Film“ des Besançon Music- und Tanzfilmfestivals
- Oscarverleihung 1977[3] (Preise für The Morning Spider)
  - Oscarnominierung zusammen mit Claude Chagrin mit und für den Kurzfilm The Morning Spider in der Kategorie „Bester Kurzfilm“. Der Oscar ging jedoch an Andre R. Guttfreund und Peter Werner und ihren Film In the Region of Ice. Der Film thematisiert einen emotional gestörten Jungen, dem eine Nonne helfen will.
  - Erster Preis beim Cork International Film Festival
  - Bester Film beim Edinburgh Film Festival
- The Orchestra 1985
  - Gewinner der Goldenen Rose von Montreux[4]